# Wallace McCutcheon
Wallace McCutcheon (New York, 1858 – Brooklyn, 3 ottobre 1918) è stato un regista statunitense del primo cinema muto. Talvolta si firmava  W. McCutcheon.
Fu uno dei pionieri del cinema delle origini, a cavallo tra Ottocento e Novecento. Lavorò per l'American Mutoscope & Biograph, la Edison e l'American Star Film.

## Biografia
Soprannominato affettuosamente dai membri della Biograph Wallace "Old Man" McCutcheon, nel 1907 era senza alcun dubbio una delle figure di riferimento del nuovo mezzo espressivo e dell'industria cinematografica. Si conosce poco della sua storia, prima che McCutcheon approdasse al cinema, spinto dall'amico Frank Marion. Probabilmente era stato un regista teatrale.
Nel 1897, McCutcheon cominciò la sua carriera come regista e supervisore all'American Mutoscope, restando al suo posto anche quando la compagnia venne riorganizzata e adottò nel 1899 il nuovo nome di American Mutoscope & Biograph. Nel 1908, McCutcheon si ammalò molto seriamente e dovette lasciare il suo posto alla Biograph. Venne sostituito dal maggiore dei suoi figli, Wallace McCutcheon Jr., attore e ballerino di Broadway.
Il figlio, però, non riuscì a bissare i successi del padre e dovette ben presto farsi da parte a favore di David Wark Griffith, un regista che si era fatto notare per la sua bravura dietro la macchina da presa e per le sue notevoli capacità organizzative. Dopo il divorzio cadde in depressione, finché non si uccise con un colpo di pistola alla testa nel 1928.

## Filmografia

### Regista
- A Gay Old Boy (1899)
- How They Rob Men in Chicago (1900)
- 'Foxy Grandpa' Shows Boys He Is a Magician (1902)
- Boys Take Grandpa's Cigars with Distressing Results (1902)
- Grandpa's Reading Glass (1902)
- I Want My Dinner (1903)
- The Dude and the Burglars (1903)
- The Pioneers (1903)
- Kit Carson (1903)
- The Escaped Lunatic (1904)
- Personal (1904)
- Photographing a Female Crook (1904)
- The Moonshiner (1904)
- The Widow and the Only Man (1904)
- The Lost Child (1904)
- 20,000 Leagues Under the Sea (1905)
- The Nihilists (1905)
- Stolen by Gypsies (1905)
- The White Caps (1905)
- The Watermelon Patch (1905)
- The Miller's Daughter, co-regia di Edwin S. Porter - non accreditati (1905)
- Life of an American Policeman (1905)
- Police Chasing Scorching Auto (1906)
- Dream of a Rarebit Fiend, co-regia di Edwin S. Porter (1906)
- The Black Hand (1906)
- A Winter Straw Ride (1906)
- The Terrible Kids (1906)
- Three American Beauties (1906)
- From Leadville to Aspen: A Hold-Up in the Rockies (1906)
- Looking for John Smith (1906)
- Daniel Boone co-regia Edwin S. Porter (1907)
- The 'Teddy' Bears (1907)
- Love Microbe (1907)
- Wife Wanted (1907)
- Il dottor Skinum (Dr. Skinum) (1907)
- When Knighthood Was in Flower (1908)
- Classmates (1908)
- Bobby's Kodak (1908)
- The Snowman (1908)
- The Princess in the Vase (1908)
- The Yellow Peril (1908)
- The Boy Detective, or The Abductors Foiled (1908)
- Her First Adventure (1908)
- Caught by Wireless (1908)
- Old Isaac, the Pawnbroker (1908)
- A Famous Escape (1908)
- King of the Cannibal Islands (1908)
- Hulda's Lovers (1908)
- The King's Messenger (1908)
- The Sculptor's Nightmare (1908)
- The Music Master (1908)
- When Knights Were Bold (1908)
- His Day of Rest (1908)
- Thompson's Night Out (1908)
- The Romance of an Egg (1908)
- 'Ostler Joe (1908)
- Mixed Babies (1908)
- The Invisible Fluid (1908)
- The Man in the Box (1908)
- The Outlaw (1908)
- At the French Ball (1908)
- The Kentuckian (1908)
- The Stage Rustler (1908)
- Monday Morning in a Coney Island Police Court (non confermato) (1908)
- The Stolen Wireless (1909)

### Direttore della fotografia
- Fastest Wrecking Crew in the World (1897)
- The X-Ray Mirror (1899)
- Wonderful Dancing Girls (1899)
- Where There's a Will, There's a Way (1899)
- Topsy-Turvy Quadrille (1899)
- The Fire Boat 'New Yorker' (1899)
- How the Tramp Lost His Dinner (1899)
- An Intrigue in the Harem (1899)
- The Perfect Woman (1900)
- Necessary Qualifications of a Typewriter (1900)
- I Had to Leave a Happy Home for You (1900)

### Sceneggiatore
- The Nihilists, regia di Wallace McCutcheon (1905)

### Produttore
- How They Rob Men in Chicago
- An Unexpected Knockout
- Troubles of a Manager of a Burlesque Show
- 20,000 Leagues Under the Sea, regia di Wallace McCutcheon (1905)
- Airy Fairy Lillian Tries on Her New Corsets

### Attore
- The Moonshiner, regia di Wallace McCutcheon (1904)
- Wife Wanted, regia di Wallace McCutcheon (1907)